# Alain Whyte

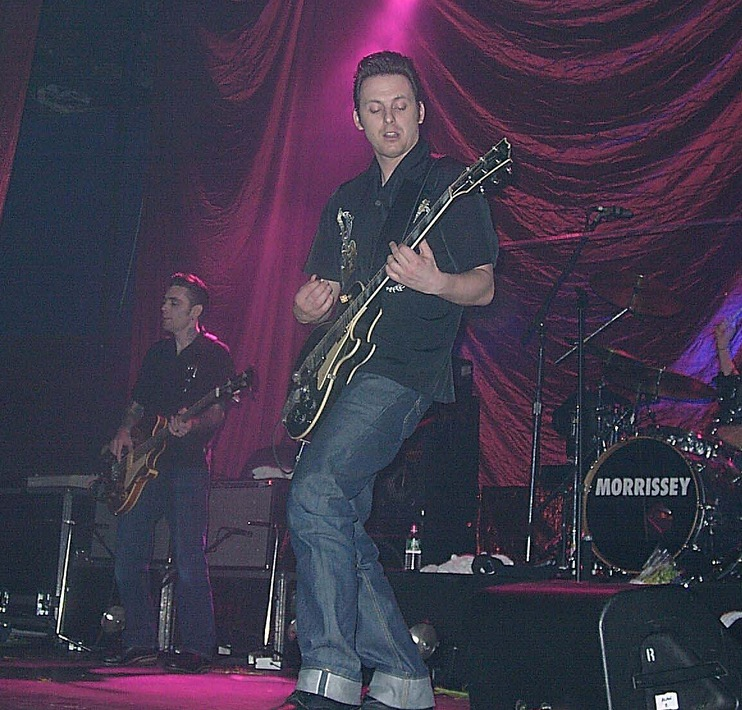
Alain Whyte, 2000

Alain Whyte (* 3. Juli 1969 in Camden Town) ist ein englischer Gitarrist.
Whyte ist vor allem für seine Arbeit mit dem Sänger Morrissey bekannt, zu dessen Texten er seit 1991 zusammen mit Boz Boorer die Musik schreibt. Weitere Musikgruppen, in denen er wirkte, sind Johnny Panic, Born Bad, The Memphis Sinners sowie Red Lightning.